# Atteva sciodoxa
Atteva sciodoxa is een vlinder uit de familie Attevidae. De wetenschappelijke naam van de soort werd in 1908 gepubliceerd door Edward Meyrick.